# Natación en los Juegos Panafricanos de 2023
La Natación en los Juegos Panafricanos de 2023 se llevó a cabo del 9 al 13 de marzo en el Borteyman Sports Complex Aquatics Center in Accra, Ghana. El evento sirvió como clasificatorio para los Juegos Olímpicos de París 2024.

## Resultados

### Masculino
| 50m libre                 | Ali Khalafalla 22.02 RA | Clayton Jimmie 22.54 | Xander Skinner 22.67                                                                                                 |  |  |  |
| 100m libre                | Clayton Jimmie 46.29 | Xander Skinner 49.29 | Abdalla Nasr 50.99                                                                                                   |  |  |  |
| 200m libre                | Marwan Elkamash 1:49.75 | Abdalla Nasr 1:50.39 | Andrew Ross 1:51.09                                                                                                  |  |  |  |
| 400m libre                | Marwan Elkamash 3:51.79 | Matthew Caldwell 3:57.70                                                                                                 | Cameron Casali 3:58.73                                                                                               |  |  |  |
| 800m libre                | Marwan Elkamash 8:04.25 | Matthew Caldwell 8:19.45                                                                                                 | Ali Ahmed 8:23.68 |  |  |  |
| 1500m libre               | Marwan Elkamash 15:39.07 | Ali Ahmed 15:58.23 | Matthew Caldwell 16:10.89                                                                                            |  |  |  |
|                           | | | |  |  |  |
| 50m dorso                 | Abdellah Ardjoune Jonah Pool-Jones 25.85                                                                                       | No acreditado | Steven Aimable 26.31                                                                                                 |  |  |  |
| 100m dorso                | Abdellah Ardjoune 55.94 | Denilson Cyprianos 56.32                                                                                                 | Jonah Pool-Jones 56.98                                                                                               |  |  |  |
| 200m dorso                | Denilson Cyprianos 2:01.96 | Abdellah Ardjoune 2:02.22                                                                                                | Helgaard Muller 2:03.99                                                                                              |  |  |  |
|                           | | | |  |  |  |
| 50m pecho                 | Jaouad Syoud 27.98 | Youssef El-Kamash 28.27                                                                                                  | Adrian Robinson 28.28                                                                                                |  |  |  |
| 100m pecho                | Ronan Wantenaar 1:01.86 | Jaouad Syoud 1:01.93 | Adrian Robinson 1:03.03                                                                                              |  |  |  |
| 200m pecho                | Jaouad Syoud 2:14.82 | Ronan Wantenaar 2:15.52                                                                                                  | Andrew Ross 2:18.20                                                                                                  |  |  |  |
|                           | | | |  |  |  |
| 50m mariposa              | Ali Khalafalla 23.93 | Abeiku Jackson 24.23 | Jarden Eaton 24.42                                                                                                   |  |  |  |
| 100m mariposa             | Abdalla Nasr 53.29 | Jarden Eaton 53.45 | Abeiku Jackson 53.80                                                                                                 |  |  |  |
| 200m mariposa             | Abdalla Nasr 2:01.87 | Fares Benzidoune 2:02.21                                                                                                 | Liam Vehbi 2:03.79                                                                                                   |  |  |  |
|                           | | | |  |  |  |
| 200m combinado individual | Jaouad Syoud 2:01.44 | Andrew Ross 2:03.26 | Moncef Balamane 2:05.32                                                                                              |  |  |  |
| 400m combinado individual | Jaouad Syoud 4:24.59 | Ramzi Chouchar 4:30.95                                                                                                   | Liam Vehbi 4:31.54                                                                                                   |  |  |  |
|                           | | | |  |  |  |
| Relevo 4×100m libre       | Sudáfrica Kaydn Naidoo (52.02) Owethu Mahan (51.75) Andrew Ross (50.56) Clayton Jimmie (49.53) 3:23.86                         | Egipto · Abdalla Nasr (51.57) · Ibrahim Shamseldin (51.51) · Mohamed Derbala (51.77) · Marwan Elkamash (50.58) · 3:25.43 | Nigeria Abduljabar Adama (52.28) Clinton Opute (51.23) Tobi Sijuade (51.10) Colins Ebingha (51.40) 3:26.01           |  |  |  |
| Relevo 4×200m libre       | Egipto · Ibrahim Shamseldin (1:52.83) · Karim Mahmoud (1:53.67) · Abdalla Nasr (1:50.76) · Marwan Elkamash (1:50.73) · 7:27.62 | Sudáfrica Andrew Ross (1:51.99) Tumelo Mahan (1:53.82) Cameron Casali (1:52.41) Matthew Caldwell (1:53.64) 7:31.86       | Argelia Fares Benzidoune (1:59.34) Mohamed Hamour (1:55.52) Jaouad Syoud (1:56.34) Moncef Balamane (1:56.81) 7:48.01 |  |  |  |
| Relevo 4×100m combinado   | Sudáfrica Jonah Pool-Jones (56.93) Petrus Truter (1:02.36) Jarden Eaton (54.04) Clayton Jimmie (49.74) 3:43.07                 | Egipto · Ali Ahmed (57.60) · Youssef El-Kamash (1:03.13) · Abdalla Nasr(52.98) · Marwan Elkamash (51.08) · 3:44.79       | Argelia Abdellah Ardjoune (56.19) Jaouad Syoud (1:03.11) Fares Benzidoune (54.65) Mohamed Hamour (51.72) 3:45.67     |  |  |  |

### Femenino
| 50m libre                 | Farida Osman 24.72 RA | Caitlin de Lange 24.99 | Mia Phiri 26.27 |  |  |  |
| 100m libre                | Caitlin de Lange 55.53                                                                                                   | Farida Osman 55.62 | Gloria Muzito 56.01 |  |  |  |
| 200m libre                | Lojine Hamed 2:03.63 | Hannah Mouton 2:04.08 | Catherine van Rensburg 2:04.35                                                                                                   |  |  |  |
| 400m libre                | Catherine van Rensburg 4:17.92                                                                                           | Lojine Hamed 4:19.34 | Hannah Mouton 4:22.89 |  |  |  |
| 800m libre                | Catherine van Rensburg 8:50.78                                                                                           | Lojine Hamed 9:08.82 | Majda Chebaraka 9:39.28 |  |  |  |
| 1500m libre               | Catherine van Rensburg 16:47.61 RA                                                                                       | Lojine Hamed 17:13.46 | Rafaela Santo 18:38.70 |  |  |  |
|                           | | | |  |  |  |
| 50m dorso                 | Caitlin de Lange 28.76 RA                                                                                                | Tayla Jonker 29.00 | Mia Phiri 29.17 |  |  |  |
| 100m dorso                | Sara El-Sammany 1:03.31                                                                                                  | Tayla Jonker 1:03.36 | Donata Katai 1:03.77 |  |  |  |
| 200m dorso                | Anishta Teeluck 2:17.71                                                                                                  | Tayla Jonker 2:21.84 | Jessica Humphrey 2:21.84 |  |  |  |
|                           | | | |  |  |  |
| 50m pecho                 | Simone Moll 31.91 | Kate Meyer 33.03 | Nadine Abdallah 33.37 |  |  |  |
| 100m pecho                | Simone Moll 1:09.50 | Georgia Els 1:09.91 | Hamida Rania Nefsi 1:12.67 |  |  |  |
| 200m pecho                | Hamida Rania Nefsi 2:33.33                                                                                               | Kate Meyer 2:35.35 | Georgia Els 2:37.17 |  |  |  |
|                           | | | |  |  |  |
| 50m mariposa              | Farida Osman 26.02 | Caitlin de Lange 26.81 | Oumy Diop 27.30 |  |  |  |
| 100m mariposa             | Farida Osman 58.81 | Nour Elgendy 1:01.19 | Oumy Diop 1:01.95 |  |  |  |
| 200m mariposa             | Nour Elgendy 2:15.12 | Leigh McMorran 2:19.06 | Jasmine Eissa 2:20.22 |  |  |  |
|                           | | | |  |  |  |
| 200m combinado individual | Georgia Els 2:17.65 | Nour Elgendy 2:19.74 | Hamida Rania Nefsi 2:20.51 |  |  |  |
| 400m combinado individual | Catherine van Rensburg 4:56.13                                                                                           | Hamida Rania Nefsi 5:01.60                                                                                                 | Kate Meyer 5:02.63 |  |  |  |
|                           | | | |  |  |  |
| Relevo 4×100m libre       | Egipto · Farida Osman (55.86) · Nour Elgendy (57.53) · Lojine Hamed (57.54) · Nadine Abdallah (57.54) · 3:48.47 RA       | Argelia Nesrine Medjahed (58.17) Lilia Midouni (58.98) Majda Chebaraka (1:00.32) Imene Zitouni (1:00.59) 3:58.06           | Zimbabue Paige van der Westhuizen (58.89) Vhenekai Dhemba (1:04.21) Donata Katai (1:03.60) Mikayla Makwabarara (1:00.86) 4:07.56 |  |  |  |
| Relevo 4×200m libre       | Sudáfrica Hannah Mouton (2:05.25) Leigh McMorran (2:08.67) Kate Meyer (2:07.97) Catherine van Rensburg (2:05.42) 8:27.31 | Egipto · Nour Elgendy (2:08.23) · Nadine Abdallah (2:09.58) · Rawan El-Damaty (2:08.10) · Lojine Hamed (2:09.27) · 8:35.18 | Argelia Majda Chebaraka (2:12.57) Nesrine Medjahed (2:13.41) Hamida Rania Nefsi (2:16.11) Lilia Midouni (2:15.34) 8:57.43        |  |  |  |
| Relevo 4×100m combinado   | Sudáfrica Tayla Jonker (1:02.97) Simone Moll (1:09.69) Hannah Mouton (1:04.38) Caitlin de Lange (54.85) 4:11.89          | Egipto · Sara El-Sammany (1:03.59) · Nadine Abdallah (1:14.65) · Farida Osman (59.39) · Nour Elgendy (1:00.18) · 4:17.81   | Argelia Imene Zitouni (1:08.64) Hamida Rania Nefsi (1:12.90) Lilia Midouni (1:04.39) Nesrine Medjahed (59.76) 4:25.69            |  |  |  |

### Mixto
| Evento                  | Oro | Plata | Bronce |
| ----------------------- | --- | --- | --- |
| Relevo 4×100m libre     | Sudáfrica Caitlin de Lange (56.55) Georgia Els (57.42) Andrew Ross (50.37) Clayton Jimmie (50.07) 3:34.41      | Egipto · Farida Osman (57.05) · Nadine Abdallah (57.38) · Ali Khalafalla (51.54) · Abdalla Nasr (51.04) · 3:37.01          | Argelia Jaouad Syoud (51.10) Mehdi Nazim Benbara (51.51) Lilia Midouni (59.52) Nesrine Medjahed (58.32) 3:40.45      |
| Relevo 4×100m combinado | Sudáfrica Tayla Jonker (1:04.22) Petrus Truter (1:04.28) Jarden Eaton (53.53) Caitlin de Lange (55.53) 3:57.56 | Egipto · Atia El Rahman (1:03.05) · Youssef El-Kamash (1:03.55) · Farida Osman (59.47) · Nadine Abdallah (57.19) · 4:03.26 | Argelia Abdellah Ardjoune (59.37) Hamida Rania Nefsi (1:12.21) Jaouad Syoud (54.53) Nesrine Medjahed (57.23) 4:03.34 |

- RA: Récord Africano

## Medallero
| Núm.  | País      | Oro | Plata | Bronce | Total |
| ----- | --------- | --- | ----- | ------ | ----- |
| 1     | Sudáfrica | 17  | 16    | 13     | 46    |
| 2     | Egipto    | 16  | 15    | 4      | 35    |
| 3     | Argelia   | 7   | 6     | 10     | 23    |
| 4     | Namibia   | 1   | 2     | 2      | 5     |
| 5     | Zimbabue  | 1   | 1     | 2      | 4     |
| 6     | Mauricio  | 1   | 0     | 0      | 1     |
| 7     | Ghana     | 0   | 1     | 1      | 2     |
| 8     | Senegal   | 0   | 0     | 3      | 3     |
| 9     | Botsuana  | 0   | 0     | 2      | 2     |
| 9     | Zambia    | 0   | 0     | 2      | 2     |
| 11    | Angola    | 0   | 0     | 1      | 1     |
| 11    | Nigeria   | 0   | 0     | 1      | 1     |
| 11    | Uganda    | 0   | 0     | 1      | 1     |
| Total | Total     | 43  | 41    | 42     | 126   |